# Plaza de toros vieja de Tarazona
La plaza de toros vieja de Tarazona es una plaza de toros ubicada en la localidad zaragozana de Tarazona con planta octogonal, construida entre 1790 y 1792 en el antiguo prado de la ciudad. 
Se inaugura el día de San Atilano (patrón de Tarazona) de 1792.
Está formada un conjunto de 32 viviendas con un patio interior donde se realizaban las actividades taurinas, visibles desde balcones en alquiler. Constaban de planta baja y tres alturas, con ventanas en el exterior y grandes arcos en el interior sobre pilares ochavados. Durante muchos años esos arcos estuvieron cegados por ser viviendas, pero en la actualidad, tras la restauración integral de 1998, han vuelto a salir a la luz. 
En 1870 los festejos se trasladan a una nueva plaza de toros situada en la avenida de Navarra, quedando como función de la vieja para viviendas y mercado. Actualmente las viviendas siguen estando habitadas y se realizan numerosas actividades culturales a lo largo del año. 
Desde 2001, esta plaza de toros posee la declaración de Bien de Interés Cultural. Además forma parte de la Unión de Plazas de Toros Históricas de España desde el 3 de noviembre de 2001.

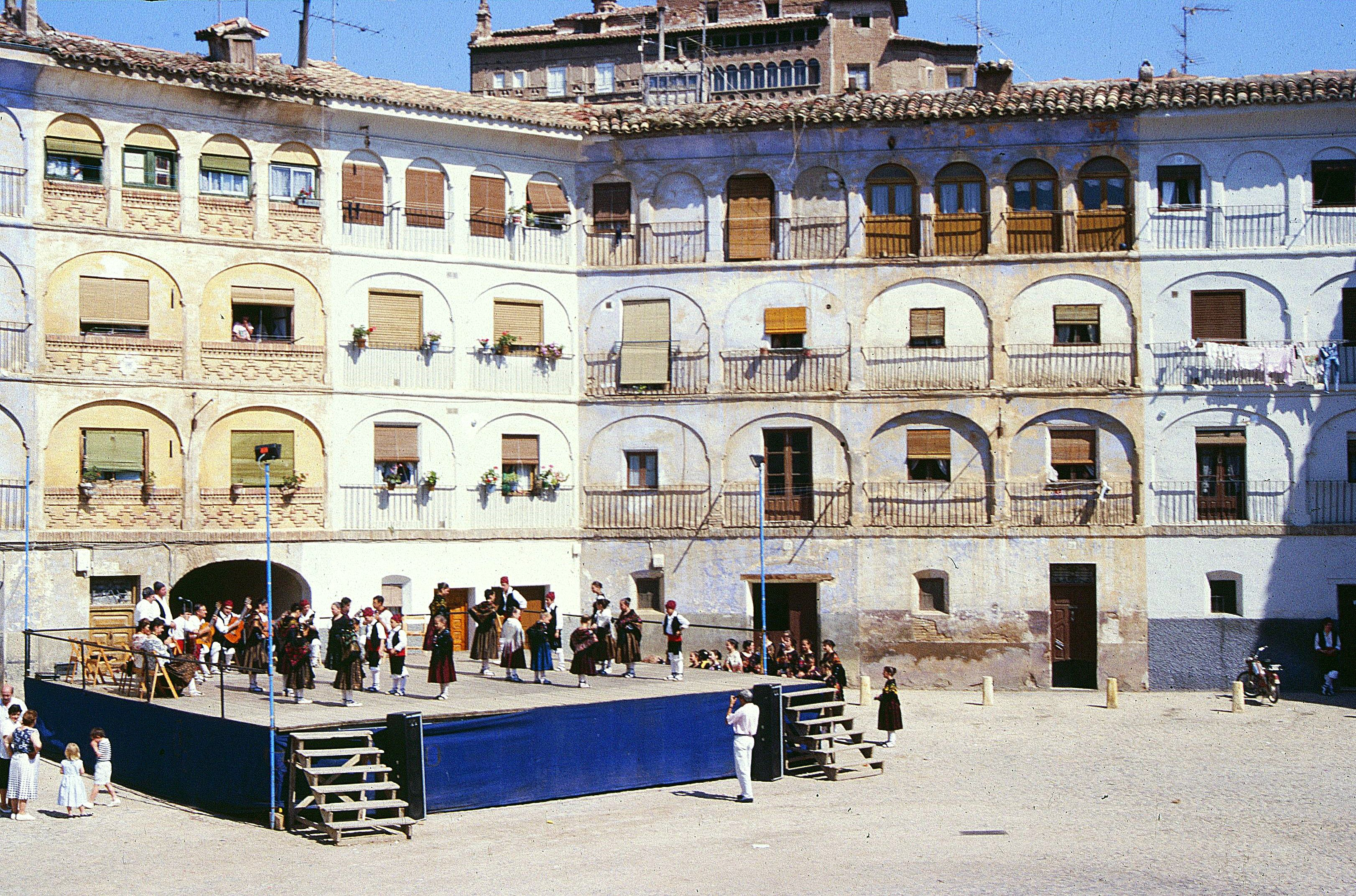
Imagen antes de su restauración.

Panorámica nocturna.